# Tragocephala mima
Tragocephala mima är en skalbaggsart som beskrevs av Thomson 1878. Tragocephala mima ingår i släktet Tragocephala och familjen långhorningar.
Artens utbredningsområde är:
- Kenya.
- Malawi.
- Moçambique.
- Zimbabwe.

Inga underarter finns listade i Catalogue of Life.